# Razlom Point
Der Razlom Point (russisch Мыс Разлом Mys Raslom, deutsch ‚Bruchspitze‘) ist eine Eisspitze am Westrand des Lasarew-Schelfeises vor der Prinzessin-Astrid-Küste des ostantarktischen Königin-Maud-Lands. Sie liegt 3 km nördlich von Leningradskiy Island.
Teilnehmer einer sowjetischen Antarktisexpedition kartierten sie 1959 und benannten sie nach einem benachbarten großen Bruch im Lasarew-Schelfeis. Das Advisory Committee on Antarctic Names übertrug die russische Benennung 1971 in einer Teilübersetzung ins Englische.